# 醍醐貢介
醍醐 貢介（だいご こうすけ、1955年9月9日 - ）は、日本の俳優である。暁星小学校、開成中学校・高等学校卒業。東大文I中退。早稲田大学第一文学部演劇科卒業。文学座所属。東京都出身。スキー1級。

## 出演作品

### 舞台
1983年
- 『シラノ・ド・ベルジュラック』：サンシャイン劇場：文学座 初舞台

1986年
- 『化粧』（松竹）：梅田コマ劇場
- 『怪談　牡丹燈籠』：三越劇場　：文学座新人賞受賞

1987年
- 『あるポーランド神父の死』：文学座アトリエ：
- 『華岡青洲の妻』：（三越劇場）

1988年
- 『好色一代女』：（三越劇場）

1989年
- 『チェンジングルーム』：紀伊國屋ホール

1990年
- 『出雲の阿国』：三越劇場

1991年
- 『ふるあめりかに袖はぬらさじ』：サンシャイン劇場
- 『遺産らぷそでぃ』（青年劇場）：（客演）

1992年
- 『遺産らぷそでぃ』（青年劇場）：（客演）
- 『その先は知らず』：サンシャイン劇場

1993年
- 『ロレンザッチョ』：銀座セゾン劇場
- 『好色一代女』：三越劇場

1994年
- 『ウエストサイドワルツ』：サンシャイン劇場

1995年
- 『絹布の法被』：サンシャイン劇場

1996年
- 『華岡青洲の妻』：サンシャイン劇場
- 『銀座復興』

1997年
- 『あ?! それが問題だ』：サンシャイン劇場
- 『赤い糸で結ばれて』（まにまアート）：全労済ホールスペース・ゼロ

1998年
- 『怪談 牡丹燈籠』：三越劇場

1999年
- 『日本橋』（新派）：三越劇場

2000年
- 『鉄格子』：東京芸術劇場

2001年
- 『阿蘭陀影繪』：三越劇場

2002年
- 『大寺学校』：文学座アトリエ
- 『あした天気になぁれ』（風力写真機）：武蔵野芸能劇場

2004年
- 『トタン屋根の女』：シアターX
- 『で・え・く』（語り芝居の会）：深川江戸資料館

2005年
- 『フォローミー』（客演）：ティアラ江東：
- 『毒の香り』（本公演）：紀伊國屋サザンシアター
- 『で・え・く』（語り芝居の会）：深川江戸資料館

2006年
- モーツァルト・オペラ『劇場支配人』（モーツァルト劇場）：浜離宮朝日大ホール：
- 『で・え・く』（語り芝居の会）：深川江戸資料館

2007年
- 『で・え・く』（語り芝居の会）：深川江戸資料館

- 『佐々木先陣 天に向かって撃つ男』（巣林舎）：紀伊国屋ホール

2008年
- 『で・え・く』（語り芝居の会）：浅草・木馬亭

2014年
- 『ハムレットマシーン』：文学座アトリエ
- 『語り芝居の会 でえく vol.23』：浅草・木馬亭

### テレビ
- 鬼平犯科帳スペシャル 兇賊（山本利右衛門）
- 影武者徳川家康
- 仮面ライダークウガ
- シングルス
- 身辺警護12
- 千利休
- 特捜エクシードラフト（小出徹）
- はぐれ刑事
- 人見おんな物語〜鳥影の関
- ブルースワット（横山新一）
- HOTEL
- やさしい闘魚たち

### 映画
- 13階段
- メタセコイヤの木の下で

### 吹き替え
- エイセス/大空の誓い
- 名探偵モンク2